# 岡本豊彦

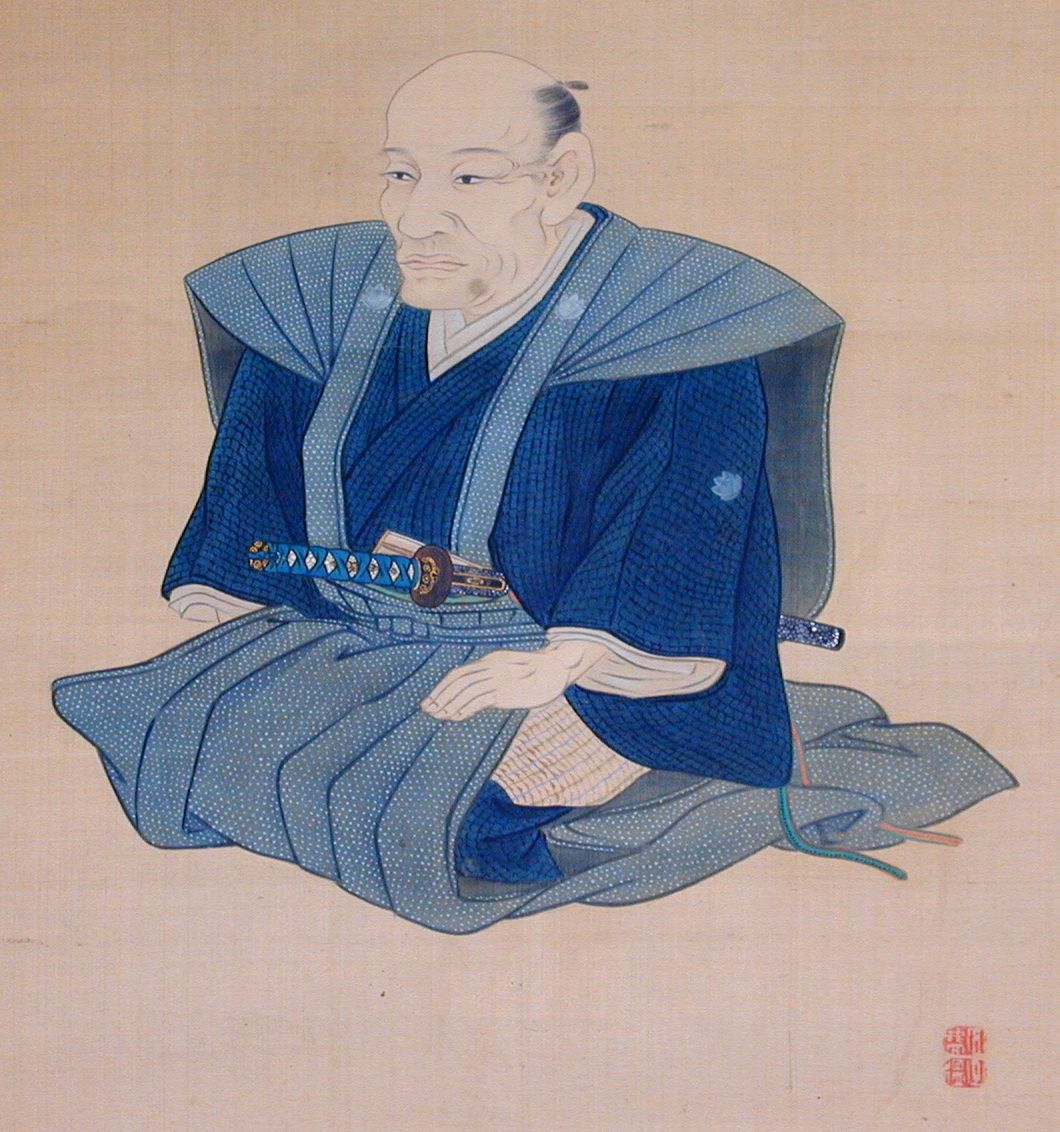
「岡本豊彦」肖像（塩川文麟筆）

岡本 豊彦（おかもと とよひこ、安永2年7月8日（1773年8月25日） - 弘化2年7月11日（1845年8月13日）） は、江戸時代後期の画家。名は豊彦。字は子彦。号は葒村・丹岳・鯉嶠・澄神。通称は主馬。

## 略歴

### 生い立ち
安永2年7月8日（1773年8月25日）、備中国窪屋郡水江村（現在の岡山県倉敷市水江）にある裕福な「酒屋」岡本清左衛門行義の庶子として生まれる。しかし、実際に豊彦が生まれたのは、水江の岡本家ではなく、倉敷の向市場町にあった教善寺という真宗の寺であったといわれる。母が隣の中島村から岡本家に女中奉公に来た時に豊彦は生まれ、庶子故に母の実家で少年時代を送った。水江の岡本家に引き取られて少年期を過ごしたという説もとなえられている。
幼い頃から絵を描くことが好きで、4・5歳ごろ白神皞々と共に、黒田綾山より絵を習い、10歳か11歳の頃に綾山の門に入る。
寛政3年（1791年）、19歳で黒田綾山の師である福原五岳の門に入る。寛政9年（1797年）豊彦25歳の時に、父・清左衛門の死をきっかけに、妻子をともない京都へうつる。西阿知遍照院の住職、大圓和尚の世話で、当時高名であった松村呉春門下に入る。同門には松村景文・柴田義董・小田海僊などがいる。

### 呉春門下時代
豊彦は呉春門下で研鑚を積み（呉春の作品はすべて模写したと伝えられる）、実質的に四条派を作り上げることになる。呉春が与謝蕪村から学んだ俳諧的文芸や南画的文学と、円山応挙から学んだ写生画風を一緒にした、親しみやすく情趣的な画風を豊彦も受け継ぎ、呉春門下筆頭に挙げられ、京洛のうちでは「花鳥は景文、山水は豊彦」と謳われるほどの画家に成長を遂げた。また、人物・花鳥も巧みに処理し、広い画域を誇った。その名声は当時、京都で有名であった岸駒に拮抗するほどであったという。
また、30歳頃の作として、画家の谷文晁・岸駒、狂歌師の大田南畝・石川雅望、国文学者・歌人の橘千蔭、歌人の香川景樹、賀茂社家の賀茂季鷹とともに寄合書した対幅（掛軸#掛軸の種類参照）が残るが、当世きっての老大家たちと同席を許され、共作できたのは、有栖川宮家と親交があったことによると推測されている。またそのためか、宮中のご用を承るようになり、現在でも修学院離宮などに作品が残っている。

### 教育者としての豊彦
呉春の没後、豊彦は「澄神社（ちょうしんしゃ）」という画塾を開き、多くの弟子を育成した。その中には、塩川文麟、柴田是真、田中日華、古市金峨、甥の岡本常彦、養子である岡本亮彦などがいる。

### 家庭環境
家庭的には恵まれなかったようで、比較的晩婚であったと思われる。
文政8年（1825年）10月21日に正妻・佐々井美穂に先立たれた。それから、継室として太田君を迎えたものの、彼女もまた天保3年（1832年）12月3日に26歳で死去している。このとき豊彦は60歳であった。まもなくして、洛西西野木原から木村多美を迎えて三室とした。彼女との間に男児1人・女児5人をもうけるが、1人として生長しなかった。そこで、尾張国知多郡半田村（現在の愛知県半田市）の小栗伯圭（通称 半七）の四男の亮彦を養子として迎えた。

### 病没
弘化2年7月11日（1845年8月13日）に73歳で、大和旅行中に病没した。岡本家の過去帳によると戒名は「龍鱗院梥月常光居士」となっている。

## 墓
豊彦の墓は、豊彦の死後17年経った後、門下生たちの集まりである澄神社塾が六波羅蜜寺に建てた。また、墓碑文を一時豊彦にも師事したことがある羽倉信（羽倉可亭）が書いている。
戦後、豊彦の墓は痛みが激しくなって建て直すことになり、古い墓は倉敷市の文化財として、昭和59年（1984年）倉敷市の教善寺に移築されることになった。

## 代表作
| 作品名                   | 技法               | 形状・員数     | 寸法（縦x横cm）                 | 所有者                     | 年代               | 落款・落款                               | 備考                                                                                           |
| ------------------------ | ------------------ | -------------- | ------------------------------- | -------------------------- | ------------------ | ---------------------------------------- | ---------------------------------------------------------------------------------------------- |
| 泊舟                     |                    |                |                                 | 修学院離宮                 |                    |                                          | 下離宮寿月観襖絵                                                                               |
| 松下鹿蝙蝠図             | 紙本淡彩           | 二曲一隻       | 182.8 x 165.9                   | ボストン美術館             |                    |                                          | 豊彦が鹿、松村景文が松、東東洋が蝙蝠を描いた合作                                               |
| 雪中松に鹿図屏風         | 紙本墨画淡彩       | 二曲一隻押絵貼 | 150.0x83.8（各）                | 三井記念美術館             |                    | 款記「豊彦」                             | 北三井家旧蔵。上記のボストン本と鹿の首の角度は異なるが、ポーズは瓜二つ。                       |
| Mountain Village in snow | 紙本墨画淡彩       | 二曲一隻押絵貼 | 123x53.6（各）                  | 大英博物館                 |                    |                                          |                                                                                                |
| 四季山水図               |                    | 六曲一双       | 154.4x354.2                     | 大英博物館                 | 1827年春           |                                          |                                                                                                |
| 武陵桃源図               | 紙本淡彩金砂子     | 六曲一双       | 161.0x355.8（各）               | 静岡県立美術館             |                    |                                          |                                                                                                |
| 富士山図屏風             | 紙本墨画淡彩金砂子 | 六曲一双       | 154.8x361.6（各）               | 岡山県立美術館             | 1824年（文政7年）  |                                          |                                                                                                |
| 夏冬山水図屏風           | 紙本淡彩           | 六曲一双       | 155.1x360（各） [岡山県立美術館 | 1824年（文政7年）          |                    |                                          |                                                                                                |
| 春秋山水図屏風           | 紙本淡彩           | 六曲一双       | [岡山県立美術館                 | 1824年（文政7年）          |                    |                                          |                                                                                                |
| 梅渓春雨・竹坡夕陽図     | 絹本淡彩           | 2幅            | 127.5x55.2 [岡山県立美術館      | 1824年（文政7年）          |                    | 岡山県美は他にも豊彦作品を所蔵している。 |                                                                                                |
| 苫船図                   | 紙本淡彩           | 六曲一双       |                                 | 京都国立博物館             |                    |                                          | 京博は他にも豊彦作品を2点所蔵                                                                  |
| 四季耕作図襖             | 紙本墨画淡彩       | 襖4面          |                                 | 京都・霊鑑寺               |                    |                                          |                                                                                                |
| 楼閣山水図               | 紙本墨画           | 襖4面          |                                 | 京都・智源寺               |                    |                                          |                                                                                                |
| 桜に雉図・松に虎図衝立   | 紙本着色           | 衝立1基        |                                 | 大覚寺                     |                    | 款記「豊彦」                             |                                                                                                |
| 呉春像                   |                    | 1幅            |                                 | 大阪市立美術館             |                    |                                          |                                                                                                |
| 海棠楊貴妃図             |                    | 1幅            |                                 | 個人（大阪市立美術館寄託） | 1840年（天保11年） |                                          |                                                                                                |
| 山水図屏風               | 紙本墨画淡彩       | 二曲一双押絵貼 | 132.3x59.5（各）                | 経王寺 (豊岡市)            |                    | 款記「豊彦」/「豊彦」朱文円印            | 元襖絵で屏風にする際、各扇の左右が切り詰められている。なお、「豊彦」朱文円印は珍しい印である。 |
| 琉球嶌真景               |                    | 1巻            | 42x1400                         | 名護博物館                 |                    |                                          | 名護市指定文化財                                                                               |